# 舒巷城
舒巷城（1921年9月12日—1999年4月15日），原名王深泉，祖籍廣東惠陽縣。香港五六十年代著名的作家。

## 生平
1921年9月12日生於香港，是家中長子。父親是商人，在筲箕灣開了一家「士多」（小雜貨店），為某牌子的汽水做該區的總代理。每日來往店中各色人等的人事悲歡，為舒巷城日後的小說創作提供素材。
他在香港西灣河、筲箕灣一帶長大和受教育。七歲進私塾讀了一段日子，繼而在兆榮漢文學校肄業。讀了幾年小學後，考取到當年官立英校特設的獎學金，於是先後就讀上環的育才書社（Ellis Kadoorie School）及教會辦的華仁書院。
舒巷城生活在一個充滿藝術氛圍的家庭，全家都喜歡「大戲」（粵劇），從小他就跟父母在香港看粵劇名伶的演出。唸中學時，曾參加音樂社的粵曲訓練班，學「工尺譜」、「叮板」，學用椰胡拉《八板頭》，作曲填詞唱唸做，無一不吸引他。除了粵劇，他還喜歡畫畫，他少年時經常在天台上遠眺街道，畫素描速寫。
但令他一往情深的還是文學藝術。當他還在中學就讀的時候，戰前在廣州研讀戲劇、戰時在奔波中熱心於搞話劇的叔叔（即他父親的三弟），就特地把一些中國話劇劇本寄到香港給他。貫穿在戲劇裏的那些人情世故，愛與恨的糾纏，深深打動了他，燃起他對文學藝術的興趣。
在抗日戰爭期間就讀英文書院時，受了朋友及南來作家的影響，開始投稿。在創作生涯的初期，他用「王烙」的筆名發表詩作，與友人出版了一本名為《三人集》的詩集，已散佚。他的一輯名為《牆頭草》，其中有社會諷刺詩，也有宣傳抗戰的詩。
1941年太平洋戰爭爆發，翌年他離開淪陷的香港赴桂林，在印刷廠做過校對等工作。在書店朋友的鼓勵下，他化了數月工夫把一部並非暢銷但風格獨特的英國小說《望海樓》(The Sea Tower)翻譯成十八萬字的中文版，後來譯稿在戰亂中失去了。
1944年秋，湘桂大撤退，他成了難民。其後與一位偶遇的青年朋友結伴，徒步穿州過省，從宜山到貴陽，每天身負行囊、曉行夜宿，途中暫停時替人家擺賣故衣籌路費，輾轉到了昆明才找到工作，在美軍（盟軍）機構中任文員，也當譯員。戰後數年仍天南地北，先後在越南、台灣、上海、東北、北平（北京）、南京等地工作，直至1948年底返港與家人團聚。
回到香港後，他先後任職於洋行或商行、建築公司、教育機構等，業餘從事寫作，以不同筆名發表了大量的小說、散文、新詩等作品，並結集出版。其中短篇小說《鯉魚門的霧》一文更被人全文抄襲兩次，在徵文比賽中得獎，傳為美談。
五十年代初他曾以「秦西寧」的筆名，在《新晚報》副刊、梁羽生（陳文統）主編的《天方夜談》版《都市場景》專欄中，及其它報刊上發表兩千字的現實短篇小說，以馬克．吐溫(Mark Twain)式的幽默手法描繪都市中的小人物。那時每月最多寫七篇，很多都受編輯和讀者的歡迎。
舒巷城日間在寫字樓工作，一來不想讓老闆知道自己業餘寫作，二來也不想在同事之間暴露了「作家」的身分，為深入生活、和不同的人打交道帶來不便，因此使用了多個筆名發表作品。舒巷城喜歡接觸不同社會階層的人物，積累生活素材。他膾炙人口小說（例如《太陽下山了》和《鯉魚門的霧》）及都市詩完全來自土生土長的舒巷城對香港的真實體驗。
1971年，在《七十年代》月刊上以筆名「邱江海」發表連載小說《艱苦的行程》，記述湘桂大撤退時顛沛流離的生活。
1977年9月，舒巷城獲五個月停薪留職長假，應美國愛荷華大學「國際寫作計劃」(International Writing Program)之邀，赴美參加文學活動，為期四個月。1978年1月，至紐約、華盛頓、三藩市、西雅圖、東京等地觀光、訪友，並作街頭速寫畫多幅，返港後交刊物發表。
1980年至1999年初，應青年時代好友、經濟學教授張五常之邀，為其文章作修改。
1988年4月1日至1991年4月14日，舒巷城在香港商報副刊《談風》以「尤加多」的筆名寫作，專欄名叫《無拘界》，是不限題材的意思。
1999年4月15日下午，舒巷城在家中與世長辭，享年78歲。
2014年6月，商務印書館尖沙咀圖書中心舉行「舒巷城逝世十五周年手稿展」，並於6月21日主辦【細說舒巷城】座談會，邀請王陳月明女士（舒巷城夫人）講述舒巷城生前的點點滴滴。

## 筆名
除了最廣為人認知的「舒巷城」，他眾多筆名計有秦西寧、邱江海、舒文朗、王思暢、 向於回、于燕泥、陸思魚、石流金、尤加多、 方維、秦可 、秦城洛、秦楚深、香港仔、方永等。
「秦」是一個他很喜歡的字，「西」代表西灣河，「寧」代表太寧街，一個讀起來頗雅致的筆名，寄託他眷戀故土的深情。後來的作品多以「舒巷城」的筆名發表，因為喜歡「舒」字，又隱含「舍」、「予」的意思，「巷」和「城」又都是人居住的地方。

## 作品
舒巷城的著作甚豐，以不同筆名發表長篇小說、短篇小說、新詩、文學名著改寫本等。他的好友、經濟學教授張五常在1999年於香港成立花千樹出版有限公司(Arcadia Press),陸續出版舒巷城的著作。

### 長篇小說
- 秦西寧（1960年）《再來的時候》，香港新月出版社，海外文學叢書
- 舒巷城（1962年）《太陽下山了》，香港南洋出版社
- 秦西寧（1964年）《再來的時候》，香港新月出版社，海外文學叢書
- 方維（1964年）　《白蘭花》，香港海濱圖書公司
- 舒巷城（1971年）《巴黎兩岸》，香港中流出版社，中流創作叢書
- 邱江海（1972年）《艱苦的行程：一位香港青年在抗戰期間的生活見證》，香港七十年代雜誌社
- 舒巷城（1979年）《太陽下山了》，香港文學研究社，海外文叢
- 舒巷城（1984年）《港島大街的背後》，廣州花城出版社（原名為《太陽下山了》）
- 舒巷城（1999年）《再來的時候》，香港花千樹出版有限公司，舒巷城小說集　ISBN 962-8728-01-6
- 舒巷城（1999年）《太陽下山了》，香港花千樹出版有限公司，舒巷城小說集　ISBN 962-8728-02-4
- 舒巷城（1999年）《白蘭花》，香港花千樹出版有限公司，舒巷城小說集　ISBN 962-8728-03-2
- 舒巷城（1999年）《巴黎兩岸》，香港花千樹出版有限公司，舒巷城小說集　ISBN 962-8728-04-0
- 舒巷城（1999年）《艱苦的行程》，香港花千樹出版有限公司，舒巷城小說集　ISBN 962-8728-05-9

### 短篇小說
- 舒巷城 (1953)《山上山下》,香港聯發書店
- 舒巷城 (1956)《霧香港》,香港中南出版社
- 舒巷城 (1956)《曲巷恩仇》,香港中南出版社
- 舒巷城 (1967)《倫敦的八月》,香港伴侶雜誌社,伴侶叢書
- 舒巷城 (2000)《山上山下》,香港花千樹出版有限公司, ISBN 962-8728-24-5
- 舒巷城 (2000)《霧香港》,香港花千樹出版有限公司,ISBN 962-8728-25-3
- 舒巷城 (2000)《玻璃窗下》,香港花千樹出版有限公司,ISBN 962-8728-31-8
- 舒巷城 (2000)《鯉魚門的霧》,香港花千樹出版有限公司,ISBN 962-8728-32-6
- 舒巷城 (2000)《倫敦的八月》,香港花千樹出版有限公司,ISBN 962-8728-54-7
- 舒巷城 (2013)《都市場景》,香港花千樹出版有限公司,ISBN 9789888042852
- 舒巷城 (2013)《劫後春歸》,香港花千樹出版有限公司,ISBN 9789888042869

### 詩集
- 舒巷城 (1956)《我的抒情詩 My Poems》,香港伴侶雜誌社
- 舒巷城 (1970)《回聲集》,香港中流出版社,文藝創作叢書
- 舒巷城 (1973)《都市詩鈔》,香港七十年代月刊社,戈壁叢書 4
- 舒巷城 (2002)《我的抒情詩 My Poems》,香港花千樹出版有限公司,ISBN 962-8806-07-6
- 舒巷城 (2002)《回聲集 Echo Lyrics》,香港花千樹出版有限公司, ISBN 962-8806-08-4
- 舒巷城 (2004)《長街短笛》,香港花千樹出版有限公司,ISBN 962-8806-71-8
- 舒巷城 (2004)《都市詩鈔(增訂本)》,香港花千樹出版有限公司,ISBN 962-8806-86-6
- 舒巷城 (2006)《詩國巷城》,香港花千樹出版有限公司,ISBN 9789628884698

### 散文集
- 舒巷城(1957)《拜倫與愛情》,香港新月出版社
- 舒巷城(1974)《燈下拾零》,香港萬葉出版社,南斗叢書
- 舒巷城(1997)《夜闌鎖記》,香港天地圖書有限公司,鑪峰文叢 10,ISBN 962950258X
- 舒巷城(2003)《燈下拾零》增訂本,第1版,香港花千樹出版有限公司,ISBN 962-8806-54-8
- 舒巷城(2008)《小點集》,香港花千樹出版有限公司,ISBN 9789628971336
- 舒巷城(2011)《無拘界（上卷）》,香港花千樹出版有限公司,ISBN 9789888042401
- 舒巷城(2011)《無拘界（下卷）》,香港花千樹出版有限公司,ISBN 9789888042463
- 舒巷城(2014)《水泥邊》,香港花千樹出版有限公司,ISBN 9789888265084

### 小說、散文、詩歌合集
- 舒巷城 （1979）《舒巷城選集》，香港文學研究社，中國現代文選叢書
- 秋明（編者）（1989）《舒巷城卷》，香港三聯書店，香港文叢，ISBN 9620406990

### 文學名著改寫本
- 秦西寧 (1957)《死魂靈》,新加坡星洲世界書局,原著:果戈里(Nikolai Vasilevich Gogol, 1809-1852)
- 于燕泥(1957)《卡拉馬助夫兄弟們》,新加坡星洲世界書局,原著:陀思妥耶夫斯基(Fyodor Dostoyevsky, 1821-1881)
- 舒文朗(1959)《罪與罰》,新加坡星洲世界書局,原著:陀思妥耶夫斯基(Fyodor Dostoyevsky, 1821-1881)
- 舒巷城(1959)《紅樓夢》,新加坡星洲世界書局,原著:曹雪芹(1715-1764)
- 舒巷城(1962)《橋邊的老人》 (Old Man at the Bridge),香港南洋出版社, 南洋文藝叢書,原著:海明威(Ernest M. Hemingway, 1899-1961)
- 秦西寧《死魂靈》(1973) ,香港文學出版社,原著:果戈里(Nikolai Vasilevich Gogol, 1809-1852)
- 舒巷城(2003)《紅樓夢》,香港花千樹出版社,原著:曹雪芹(1715-1764),ISBN 962-8806-50-5

### 文學語言
- 秦西寧(1956)《淺談文學語言》,香港中南出版社
- 王思暢, S.C.Wong (1965)《趣味英語會話 English conversation for pleasure》,香港伴侶雜誌,伴侶叢書003
- 王思暢(1966)《給珍妮的一束英文信 Letter to Jenny》,香港伴侶雜誌社,伴侶叢書 ; 018
- 王思暢, S.C.Wong (1979)《趣味英語會話 English conversation for pleasure》,香港中流出版社
- 王思暢, S.C.Wong (1984)《趣味英語會話 English conversation for pleasure》,香港中流出版社
- 舒巷城(2005)《淺談文學語言》,香港花千樹出版社,ISBN 962-8884-38-7

### 其他
- 《市聲、淚影、微笑》(1962) , 香港萬里書店, 青年短篇小說創作集 (秦西寧等著)
- 《海歌、夜語、情思》(1962) , 香港萬里書店, 青年散文創作集 (秦西寧等著)
- 《舒巷城紀念集》(2009) , 花千樹出版 (思然 編)
- 《回憶舒巷城》(2012) , 花千樹出版 (馬輝洪著)
- 《鯉魚門的霧（圖文本）》(2012) , 花千樹出版 (舒巷城著．彭健怡繪)

### 鯉魚門的霧
《鯉魚門的霧》是舒巷城最膾炙人口的作品。寫於一九五〇年，一九五一以筆名「秦可」在雜誌《天底下》六十二期文藝創作版發表。此作多次被抄襲，其中兩次是徵文比賽，皆得冠軍。一九九五年香港電台電視部將《鯉魚門的霧》拍成短片，在《寫意空間》節目中播放。浪人劇團將《鯉魚門的霧》改編為話劇，二〇〇九年至二〇一四年間先後在香港、北京和深圳演出。

## 轶事
1970年出版的《回聲集》收錄的一首詩〈賽馬日〉成為2003年香港高級程度會考中國語文及文化科試卷四甲部「個人短講」考試的題材。由於該試卷已於2014年被取消，令這首詩成為唯一一首出現在該試卷的文學作品。